# 瓦什尕·丽扎·丽达
瓦什尕·丽扎·丽达（20世纪？—）女，俄罗斯族，新疆塔城人，中华人民共和国教师、第九届全国人大代表。

## 生平
瓦什尕是新疆维吾尔自治区塔城市第二小学教师。1998年当选为第九届全国人大代表，任内呼吁提高边远地区教育水平，重视教育投入，加强边远地区教育基础设施建设，对教师更加尊重，并注重对教师的培训。她多次深入塔城市基层调研，了解到许多基层教育中的困难，对农牧区适龄儿童辍学情况也做了全面了解。